# Zadzim (gemeente)
De gemeente Zadzim is een landgemeente in het Poolse woiwodschap Łódź, in powiat Poddębicki.
De zetel van de gemeente is in Zadzim. Op 30 juni 2004 telde de gemeente 5416 inwoners.
In het plaatsje Zygry staat de zendmast Zygry, een 346 m hoge zendmast voor de uitzending van FM- en televisieprogramma's.

## Oppervlakte gegevens
In 2002 bedroeg de totale oppervlakte van gemeente Zadzim 144,36 km², waarvan:
- agrarisch gebied: 80%
- bossen: 14%

De gemeente beslaat 16,39% van de totale oppervlakte van de powiat.

## Demografie
Stand op 30 juni 2004:
| Omschrijving                   | Totaal | Totaal | Vrouwen | Vrouwen | Mannen | Mannen |
| ------------------------------ | ------ | ------ | ------- | ------- | ------ | ------ |
| eenheid                        | aantal | %      | aantal  | %       | aantal | %      |
| inwoners                       | 5416   | 100    | 2665    | 49,2    | 2751   | 50,8   |
| bevolkingsdichtheid (inw./km²) | 37,5   | 37,5   | 18,5    | 18,5    | 19,1   | 19,1   |

In 2002 bedroeg het gemiddelde inkomen per inwoner 1279,05 zł.

## Administratieve plaatsen (sołectwo)
Adamka, Bąki, Bogucice, Bratków Dolny, Charchów Księży, Charchów Pański, Chodaki, Dąbrówka, Dzierzązna Szlachecka, Górki Zadzimskie, Grabina, Iwonie, Jeżew, Kłoniszew, Kraszyn, Małyń, Marcinów, Otok, Pałki, Pietrachy, Piotrów, Ralewice, Ruda Jeżewska, Rzechta Drużbińska, Rzeczyca, Skęczno, Stefanów, Wierzchy, Wola Flaszczyna, Wola Zaleska, Zadzim, Zygry, Żerniki.

## Overige plaatsen
Alfonsów, Ameryka, Annów, Anusin, Babieniec, Bratków Górny, Budy Bratkowskie, Budy Jeżewskie, Budy Rudzkie, Dąbrówka Szadkowska, Dziadów, Głogowiec, Grabinka, Hilarów, Janin, Janki, Józefów, Kazimierzew, Kiełpin, Krócice, Leszkomin, Maksymilianów, Niedźwiadne, Nowa Grabina, Nowe Ralewice, Nowiny, Nowy Świat, Odwet, Osada, Piła, Pod Góry, Rozcieszyn, Rudunki, Sadzisko, Sikory, Stara Grabina, Suchy Las, Szczawno Rzeczyckie, Urszulin, Ustronie, Walentynów, Wiórzysko, Wola Dąbska, Wola Sypińska, Wyrębów, Zaborów, Zalesie, Zamłynie, Zarębów, Zawady, Zielona Wygoda, Zygmuntów.

## Aangrenzende gemeenten
Lutomiersk, Pęczniew, Poddębice, Szadek, Warta, Wodzierady